# D1006 (Savoie)
De D1006 is een departementale weg in het Franse departement Savoie. De weg loopt van de grens met Isère via Chambéry en Modane naar de grens met Italië. In Isère loopt de weg verder als D1006 naar Lyon en Parijs. In Italië loopt de weg als SS25 verder naar Turijn.

## Geschiedenis
Oorspronkelijk was de D1006 onderdeel van de N6. In 2006 werd de weg overgedragen aan het departement Savoie, omdat de weg geen belang meer had voor het doorgaande verkeer vanwege de parallelle autosnelweg A43. De weg is toen omgenummerd tot D1006.